# Беке, Франц
Франц Беке (нем. Dr.Franz Bäke; 28 февраля 1898 — 12 декабря 1978) — немецкий офицер резерва (то есть не окончивший военного училища), доброволец-танкист во время Второй мировой войны, кавалер Рыцарского креста с Дубовыми листьями и Мечами. Генерал-майор резерва (с 20 апреля 1945 года). По довоенной и послевоенной профессии — врач-стоматолог.

## Биография
Родился 28 февраля 1898 года в Шварценфельс, Германская империя.

### Первая мировая война
Поступил на военную службу добровольцем в мае 1915 года. Воевал на Западном фронте в пехоте, награждён Железным крестом 2-й степени. После тяжёлого ранения в ноябре 1916 года переведён в артиллерию. В 1918 году получил ещё 2 ранения. Войну закончил в звании вице-фельдфебеля.

### Между мировыми войнами
В январе 1919 года уволен с военной службы, поступил на учёбу на медицинском факультете. В первом семестре прервал учёбу, отправившись воевать в составе Добровольческого корпуса Эппа (нем. Freikorps Epp). Затем завершил медицинское образование, получил степень доктора медицины и открыл частную стоматологическую клинику.
В апреле 1937 года вновь добровольно поступил на военную службу (в возрасте 39 лет). Окончил курсы подготовки офицеров, в декабре 1937 года получил звание лейтенанта резерва (то есть без окончания военного училища).
С января 1938 года — командир взвода в танковом батальоне. Участвовал в занятии Судетской области Чехословакии.

### Вторая мировая война
Участвовал в Польской кампании, награждён планкой к Железному кресту 2-й степени (повторное награждение).
С ноября 1939 года — командир роты, старший лейтенант резерва, то есть без окончания военного училища.
Во время Французской кампании был дважды ранен (остался в строю), получил Золотой знак за ранения и награждён Железным крестом 1-й степени.
В мае 1941 года произведён в звание капитана резерва.
С 22 июня 1941 года капитан Беке участвовал в операции «Барбаросса». С 1 августа 1941 года Франц Беке получил звание майора резерва.
Отвечал за ремонт танков в 6-й танковой дивизии. Где и получил среди сослуживцев прозвище «дантист» не только за зубоврачебную помощь сослуживцам, но и за эффективную работу по восстановлению подбитых танков. Немецкая система восстановления танков была очень эффективной в начале войны, не сгоревшие лёгкие трофейные чехословацкие танки Pz.35(t) восстанавливались, ремонтировались и подготавливались к действию в самый короткий срок, в 24 часа. Его 6-я танковая дивизия, наступавшая в общем направлении на Ленинград в октябре 1941 переброшена в район Вязьмы, затем Ржева, в общем направлении на Москву.
С января 1942 года — командир второго батальона 11-го танкового полка.
С ноября 1942 года 6-я танковая дивизия (после отдыха и перевооружения новыми танками во Франции в мае-октябре 1942 года) на Сталинградском направлении (Котельниково). К марту 1943 года дивизия отступила в район Харькова. В январе 1943 года Беке был награждён Рыцарским крестом.
С июля 1943 года — 6-я танковая дивизия участвует в Курской битве (на южном фасе Курской дуги).
Здесь Беке в ночном бою лично уничтожил магнитными минами три танка, за что и получил три нарукавных шеврона. 13 июля Беке был ранен (остался в строю), 14 июля принял командование 11-м танковым полком.
За бои на Курской дуге Беке был награждён Дубовыми листьями к Рыцарскому кресту.
С ноября 1943 года — подполковник резерва, в феврале 1944 года в пятидневных боях под Балабановкой ценой потери одного «Тигра» боевая группа «Беке» вывела из строя 267 единиц бронетехники противника. 21 февраля 1944 г. получил мечи к Рыцарскому кресту (№ 49). С мая 1944 года — полковник резерва.
С 3 июля 1944 года — командир 106-й танковой бригады «Feldherrnhalle» на Западном фронте.
С марта 1945 года — командир 13-й танковой дивизии. 20 апреля 1945 года произведён в звание генерал-майора резерва.
В мае 1945 г. Баке принял командование так называемой танковой дивизией «Фельдхернхалле 2», смешанного формирования.
Франц Беке был 13 раз подбит, имел 7 ранений и нагрудный знак «За ранения» в золоте.
После капитуляции Германии 8 мая 1945 года сумел отвести остатки своей дивизии на запад и сдаться в американский плен.

### Послевоенные годы
Отпущен из плена в 1950 году, вернулся в Германию и вновь стал работать стоматологом. Погиб 12 декабря 1978 года в автомобильной катастрофе в Хагене в возрасте 80-ти лет. Бундесвер ФРГ предоставил почётный караул для его похорон.